# Banco de Seguros del Estado
El Banco de Seguros del Estado es la compañía estatal de seguros de Uruguay. Creada en 1911 durante el gobierno de José Batlle y Ordóñez. 

## Historia
La corriente ideológica y las tendencias económicas predominantes en la época llevaron a que en 1911, a efectos de regular el sector privado, se creara una entidad estatal denominada Banco de Seguros del Estado a la que se le concedió en régimen de monopolio gran parte de la industria aseguradora del país.
Hasta esa fecha, ninguna de las aseguradoras que operaban en el mercado local eran uruguayas, lo que implicaba que las ganancias de dicho mercado fueran transferidas al extranjero. Ante esta realidad, el entonces Presidente de la República, José Batlle y Ordóñez creó el Banco de Seguros del Estado, buscando que ese importante capital quedara en el País.
En 1995, como consecuencia de los cambios producidos en el mundo y, especialmente en la región del Mercosur, se promulgó la Ley 16.426 por la cual se procedió a quitar el monopolio de la mayoría de los seguros, iniciándose un proceso de desregulación en un mercado abierto al acceso de empresas extranjeras.
Al momento de la des-monopolización hubo mucha especulación sobre la capacidad que tendría dicho organismo para acomodarse a esta nueva realidad del mercado. Sin embargo, el organismo fue capaz de adaptar su estructura de negocio y mantiene al día de hoy el liderazgo del mercado.

## Oficinas
Su Casa Matriz se encuentra ubicada en el centro de Montevideo y a nivel nacional, cuenta con  una sucursal en cada capital departamental.

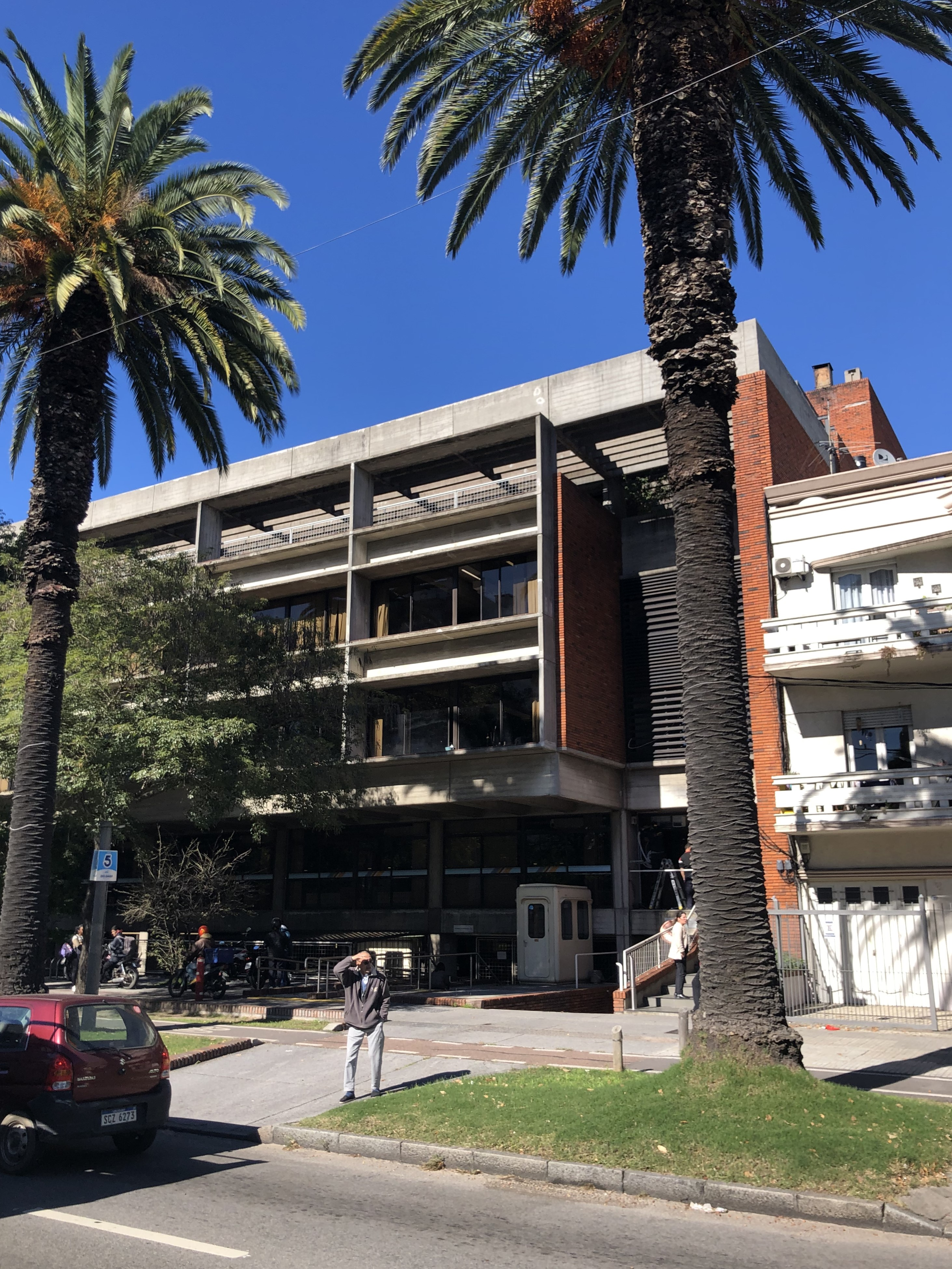
Edificio del Departamento de Automóviles en el barrio Atahualpa

A su vez, cuenta con más de 80 agencias en diferentes localidades. Las agencias no son parte de la estructura formal del ente, sino que son asesores tercerizados.
Las oficinas de atención de reclamaciones  de automóviles, se encuentra sobre el Bulevar General José Artigas 3821 y la Avenida Burgues.

## Prestaciones
Como asegurador, cuenta con diversos tipos de seguros y compite con otras aseguradoras que operan en el país. Con la excepción del Seguro de Accidentes Laborales, ya que este es el único servicio  con carácter de monopolio de la institución, siendo obligatoria su contratación para todos los empleadores. (Ley N° 16.074).
Técnicamente, el asegurado es el empleador ante un accidente o enfermedad laboral de su trabajador durante el desempeño de sus tareas.

## Sanatorio
La Central de Servicios Médicos fue una división del Banco de Seguros del Estado destinada a brindar asistencia a accidentados y enfermos laborales, creada en los años cuarenta. 
En 2019, se inauguró un nuevo sanatorio, considerado uno de los más avanzados del país y de la región, en materia de rehabilitación, especialmente en las áreas de lesión medular, traumatismo encéfalo craneano, en reimplantación de miembros y rehabilitación de pacientes amputados.

## Autoridades
En la actualidad, desde el  23 de marzo  de 2025 el directorio está presidido por Marcos Otheguy. 

## Almanaque
Desde 1914 de forma ininterrumpida edita y pública un almanaque, actualmente es una de las publicación de más tiraje del país y una de las fuentes más consultadas sobre temas de interés general.
En el año 2011, como consecuencia del centenario de dicho ente, se realizó una edición especial del almanaque, que recopila artículos de diferentes años. El prólogo fue escrito por el Presidente de la República José Mujica.